# Weilheim an der Teck
Weilheim an der Teck è un comune tedesco di 9 670 abitanti, situato nel land del Baden-Württemberg.